# رؤیت یوفو در روسیه
موارد زیر برخی از مشاهدات ادعایی است شیء ناشناس پرنده در روسیه است:
- رویداد تونگوسکا در سال ۱۹۰۸، که انفجار یک شهاب بوده‌است اگرچه برخی آن را انفجار یک بشقاب پرنده می‌دانند.
- پدیده پتروزاوودسک در ۲۰ سپتامبر ۱۹۷۷.
- در ۱ اکتبر ۱۹۷۲ شوروی، گروهی از بمب ‌های هسته‌ای با شناور شدن یک بشقاب پرنده بر فراز تأسیسات اتمی، پرتاب موشک فعال شد.[۱]
- حادثه بشقاب پرنده ورونژ در سال ۱۹۸۹.
- انفجارهای سوسوو دو انفجار مرموز بود که در ۱۲ آوریل ۱۹۹۰ و ۸ ژوئیه ۱۹۹۲ معادل ۲۵ تن TNT رخ داد.[۲]
- در اواخر سال ۲۰۱۲ یک شی سقوط کرده تیتانیم که به عنوان یک قطعه بشقاب پرنده توصیف می‌شود، از جنگلی در مجاورت اوترادننسکیه در استان نووسیبیرسک یافت شد.[۳]